# NHK 후쿠오카 방송국
NHK 후쿠오카 방송국(福岡 放送局)은 후쿠오카현을 방송구역으로 하는 NHK의 지역방송국이며 중파·FM라디오·텔레비전 방송을 담당하고 있다.
규슈지방을 총괄하는 방송총국급 지역방송국이다.

## 개요
- 원래는 구마모토 방송국의 지국으로 취급받았지만 후쿠오카의 대도시화에 따라 규슈지역 중심방송국으로 격상되었다.
- 대한민국의 KBS 광주방송총국과 1982년에 자매결연을 맺었다.

## 연혁
- 1928년 9월 16일 : 사단법인 일본 방송협회 구마모토 방송국 후쿠오카 연주소 개설
- 1930년 12월 6일 : 후쿠오카 방송국 개국 (호출부호:JOLK, 주파수:680kHz, 출력:500W)
- 1946년 9월 1일 : 라디오 제2방송 개시
- 1950년 2월 11일 : 가스가 라디오 방송소 개소 (10kW 이중방송 개시)
- 1950년 6월 1일 : 특수법인 일본 방송협회 설립
- 1956년 3월 21일 : 종합 텔레비전 방송 개시
- 1956년 12월 6일 : 가스가 라디오 방송소 다덴력화
- 1962년 9월 1일 : 교육 텔레비전 방송 개시
- 1962년 9월 17일 : FM방송 실용화 시험국 개국
- 1969년 3월 1일 : FM방송 본방송 개시
- 1971년 10월 10일 : 종합 텔레비전 완전 컬러화 완료
- 1985년 11월 : 텔레비전 문자방송 개시
- 1992년 11월 : NHK 후쿠오카방송(규슈 서북부권)센터 빌딩 완공과 동시에 구마모토방송국(규슈 중부권)에서 지방 통괄 기능을 이어받는다.
- 2006년 4월 1일 : 지상파 디지털 텔레비전 방송 개시
- 2011년 7월 24일 : 지상파 디지털 텔레비전으로 전환과 동시에 지상파 아날로그 텔레비전 본방송 종료

## 채널·주파수
- 종합 텔레비전 후쿠오카본국 28ch(JOLK-DTV)
- 교육 텔레비전 후쿠오카본국 22ch(JOLB-DTV)
- 라디오 제1방송 후쿠오카본국 612kHz(JOLK) 출력:100kW
- 라디오 제2방송 후쿠오카본국 1017kHz(JOLB) 출력:50kW
- FM방송 후쿠오카본국 84.8MHz(JOLK-FM) 출력:3kW

## 후쿠오카 현에 있는 다른 방송국

### 텔레비전 방송국
- NHK 기타큐슈 방송국(기타큐슈·지쿠호 지역 관할)
- 규슈 아사히 방송(KBC)(라디오 방송국 겸영, TV는 TV 아사히 계열국, 라디오는 NRN계열국)
- RKB 마이니치 방송(RKB)(라디오 방송국 겸영, TV는 도쿄 방송 계열국, 라디오는 JRN계열국)
- 후쿠오카 방송(FBS)(니혼 TV 계열)
- TVQ규슈방송(TVQ)(TV 도쿄 계열)
- TV 니시닛폰(TNC)(후지 TV 계열)

### 라디오 방송국
- CROSS FM(재팬 FM 리그계열, 기타큐슈 시내에 본사있음)
- FM후쿠오카(JFN 계열)
- 규슈국제FM(메가네트 계열)